# Pussycat (nederländsk musikgrupp)
Pussycat var en countrygrupp från Nederländerna med systrarna Tonny, Betty och Marianne Kowalczyk. Andra medlemmar var Lou Wille, Tonnys make, Theo Wetzels, Theo Coumans och John Theunissen. 
De tre flickorna hade varit telefonister i Limburg medan John och de andra två med namnet Theo var med i en grupp vid namn Scum. Lou Wille var med i en grupp vid namn Ricky Rendall tills han gifte sig med Tonny och bildade gruppen Sweet Reaction, som senare blev Pussycat.
År 1975 fick gruppen en hit med låten "Mississippi", som året därpå klättrade upp till den allra högsta toppen på den brittiska singellistan. Den följdes av andra hitlåtar, som "Smile" 1976 och "My broken souvenirs" 1977.

## Medlemmar
- Toni Kowalczyk – sång (1975–1985)
- Betty Kowalczyk – sång (1975–1985)
- Marianne Kowalczyk – sång (1975–1985)
- Lou Willé – gitarr (1975–1985)
- Theo Wetzels – basgitarr (1975–1980)
- John Theunissen – gitarr (1975–1980)
- Theo Coumans – trummor (1975–1978)
- Hans Lutjens – trummor	(1978–1980)
- Kees Buenen – keyboard (1981–1982)
- Ferd Berger – gitarr (1981–1982)
- Frans Meijer – trummor	(1981–1982)

## Diskografi (urval)
Studioalbum
- 1976 – First of all
- 1977 – Souvenirs
- 1978 – Wet day in September
- 1979 – Simply to be with you
- 1981 – Blue lights
- 1983 – After all

Samlingsalbum
- 1994 – The collection and more
- 2001 – 25 jaar na Mississippi

Singlar (topp 10 på Nederlandse Top 40)
- 1975 – "Mississippi" (#1)
- 1976 – "Georgie" (#4)
- 1976 – "Smile" (#2)
- 1977 – "My broken souvenirs" (#1)
- 1978 – "Same old song" (#10)
- 1980 – "Doin' la bamba" (#6)